# 녹턴 (소설)
《녹턴 - 음악과 황혼에 대한 다섯 가지 이야기》(영어: Nocturnes: Five Stories of Music and Nightfall)는 가즈오 이시구로의 단편소설집이다. 제목은 '저녁이나 밤에 어울리는 감정을 나타내는 몽상적인 성격의 작품'의 의미이며, 〈크루너〉, 〈비가 오나 해가 뜨나〉, 〈말번 힐스〉, 〈녹턴〉, 〈첼리스트〉 총 다섯 작품이 실려 있다. 대한민국에는 민음사에서 김남주 번역으로 출간되었다.

## 수록 작품 목록
- 크루너 "Crooner"
- 비가 오나 해가 뜨나 "Come Rain or Come Shine"
- 말번 힐스 "Malvern Hills"
- 녹턴 "Nocturne"
- 첼리스트 "Cellists"